# یوجین پروست
یوجین پروست (انگلیسی: Eugène Proust; ۸ ژانویهٔ ۱۹۲۱ – ۸ نوامبر ۱۹۸۹) بازیکن فوتبال، و سرمربی (فوتبال) اهل فرانسه بود.
از باشگاه‌هایی که در آن بازی کرده‌است می‌توان به باشگاه فوتبال ستاره سرخ، باشگاه ورزشی آمیان، و باشگاه فوتبال استراسبورگ اشاره کرد.